# Saint-Médard, Haute-Garonne
Saint-Médard är en kommun i departementet Haute-Garonne i regionen Occitanien i södra Frankrike. Kommunen ligger i kantonen Saint-Martory som tillhör arrondissementet Saint-Gaudens. År 2022 hade Saint-Médard 224 invånare.

## Befolkningsutveckling
Antalet invånare i kommunen Saint-Médard
Referens:INSEE